# Black Stump
Black Stump är en bergstopp i Antarktis. Den ligger i Östantarktis. Nya Zeeland gör anspråk på området. Toppen på Black Stump är 2 014 meter över havet, eller 223 meter över den omgivande terrängen. Bredden vid basen är 2,3 km.
Terrängen runt Black Stump är kuperad åt nordväst, men åt sydost är den platt. Trakten är obefolkad. Det finns inga samhällen i närheten.